# Dogoše
Dogoše – wieś w Słowenii, w gminie miejskiej Maribor. W 2018 roku liczyła 726 mieszkańców. 